# Primus (Schiff, 1839)
Die Primus war ein Raddampfer, der 1839 in England gebaut wurde. Ihr Name steht für eines der schwersten Schiffsunglücke auf der Elbe. Am 21. Juli 1902 sank sie in Höhe des heutigen Hamburger Stadtteils Nienstedten. 101 Personen kamen dabei ums Leben.

## Das Schiff
Die Primus war ein Raddampfer der Reederei Pickenpack & Hink in Hamburg-Cranz und wurde als Ausflugsdampfer eingesetzt. Sie wurde 1839 in England gebaut und kam in der Folge als erstes Stahlschiff mit Dampfantrieb auf der Elbe nach Hamburg. Ab 1841 pendelte der Raddampfer zwischen St. Pauli und Harburg, seit 1853 wurde er im Fährdienst zwischen Hamburg und Buxtehude eingesetzt. Er war der erste Este-Dampfer des Eigners John Arnold Libbertz. Die Primus hatte vier Mann Besatzung; die zulässige Anzahl der Passagiere belief sich auf 192. Sie wurde von einer Zweizylinder-Dampfmaschine angetrieben. Es gab 60 Sitzplätze an Bord (20 in der Vorderkajüte, 40 in der Achterkajüte) sowie eine kleine Kantine. Besitzer des verunglückten Raddampfers waren Meta Hinck und Heinrich Pickenpack.

## Das Unglück
Das Schiff befand sich in der Nacht vom 20. auf den 21. Juli 1902 auf der Rückfahrt aus Cranz im Alten Land elbaufwärts nach Hamburg. An Bord befanden sich 206 Männer, Frauen und Kinder, Mitglieder der Liedertafel „Treue von 1887“ aus Hamburg-Eilbek, deren jährlicher Sommerausflug zu Ende ging. Dieser war „... das einzige Vergnügen (...), das sie sich im ganzen Jahr leisten können“ (so die Hamburger Nachrichten in einem Bericht über das Unglück).
Nach Überquerung des Stromes lief die Primus auf der falschen Seite des Fahrwassers, als vor Nienstedten der Seeschlepper Hansa aufkreuzte. Trotz Ausweichmanöver kam es eine halbe Stunde nach Mitternacht zur Kollision. Die Hansa, ein Tenderschiff der Reederei Hamburg-Amerika-Linie, rammte die Primus mit zwölf Knoten Fahrt. Das einzige Rettungsboot kenterte.
Die Schiffe blieben zunächst ineinander verkeilt, dann löste sich das Wrack der Primus und trieb ab. Die starke Schlagseite der Primus beschleunigte ihren Untergang; sie sank binnen einer Viertelstunde. Der Kapitän der Hansa versuchte noch, das Wrack an das Nordufer der Elbe zu drücken, konnte es jedoch nur auf ca. 80 bis 40 m Entfernung herandrücken (die Quellen sind hier uneinheitlich), da sein Schiff wegen seines Tiefgangs ansonsten aufzulaufen drohte. Vom Elbstrom abgetrieben, sank die Primus mit vollgelaufenem Achterschiff auf 8 Meter Tiefe.
An Bord brach Panik aus: Der Rumpf der Primus lief schnell voll Wasser. Auch war die Feuerung des Kessels außer Kontrolle geraten, sodass Rauch und Feuer für zusätzlichen Schrecken sorgten. Viele der Passagiere befanden sich unter Deck und kamen nicht heraus. Familien wurden im Durcheinander getrennt, sodass viele auf der Suche nach Angehörigen von dem schnell eindringenden Wasser überrascht wurden.
Die Besatzung des Hadag-Dampfers Delphin IV rettete Schiffbrüchige der Primus. Auch die Besatzung der Hammonia, die sich in Sichtweite befand, konnte einige Menschen an Deck ziehen.
Der neunzehnjährige Kellner Emil Eberhard aus Eilbek rettete fünf Passagiere aus dem Schiffsrumpf, ertrank dann aber selbst bei dem Versuch, weitere Leben zu retten. Ein weiterer Retter, der seinen Einsatz mit dem Leben bezahlte, war der Heizer Wilhelm Steffens; sein Grabstein befindet sich auf dem Friedhof in Nienstedten.  Insgesamt starben 101 Menschen.
In den frühen Morgenstunden zeichnete sich das Ausmaß der Katastrophe ab. Freiwillige Feuerwehren und Sanitätskolonnen bargen die Leichen. Sie wurden in der Nienstedter Kirche aufgebahrt, vier Todesopfer sind später auf dem Nienstedter Friedhof beigesetzt worden.
In der Folgezeit wurden zahlreiche Tote ans Elbufer gespült. Allein in Wedel registrierte man zwischen 1902 und 1905 ein rundes Dutzend Leichenfunde, die dem Unglück zugeordnet werden konnten (Verwaltungsbericht der Stadt Wedel, Berichtszeitraum 1900 bis 1905). Insgesamt wurden 99 Opfer geborgen, zwei blieben vermisst.

## Die Ursachen
Zu dem Unglück kam es durch eine Verkettung mehrerer Umstände, die jedoch nie ganz aufgeklärt wurden:
Die Primus war hoffnungslos überladen. Daher kam das Schiff, das mit über sechzig Dienstjahren eines der ältesten auf der Elbe war, nur sehr schwer gegen die Strömung im südlichen Fahrwasser an. Da die Strömung im nördlichen Fahrwasser erfahrungsgemäß geringer war, dürfte der Kapitän Johannes Peter dort auf raschere Fahrt gehofft haben. Zudem sollten einige Passagiere in Nienstedten an Land gelassen werden. Somit befand sich die Primus zum Zeitpunkt der Kollision nahe dem Nordufer der Elbe. Da dort die stromabwärts fahrenden Schiffe unterwegs waren, lief die Primus quasi als Geisterfahrer dem Verkehr entgegen. Weiterhin soll das Schiff nur über ein einziges Rettungsboot verfügt haben. Schließlich war die Zahl der Nichtschwimmer in der Bevölkerung zu Beginn des 20. Jahrhunderts deutlich höher als heutzutage, sodass die eigentlich sehr geringe Distanz zum Ufer für viele ein unüberwindliches Hindernis darstellte. Da es sich um eine Vergnügungsfahrt handelte (auch eine Musikkapelle war an Bord), dürfte ein Gutteil der Passagiere auch nicht mehr ganz nüchtern und so in ihrem Handlungsvermögen entsprechend eingeschränkt gewesen sein.
Die Primus war ferner ihrem Unfallgegner nach Größe und Leistung weit unterlegen (die Hansa hatte ca. die zehnfache Verdrängung und die zwanzigfache Maschinenleistung) und wurde durch den Aufprall dadurch ungleich härter getroffen.
Die Aussagen der Überlebenden widersprachen sich in vielen Einzelheiten; gleichwohl wurde dem Kapitän der Primus, der den Untergang überlebte, bei der Verhandlung vor dem Seeamt die Schuld an dem Unglück gegeben.

## Die öffentliche Reaktion

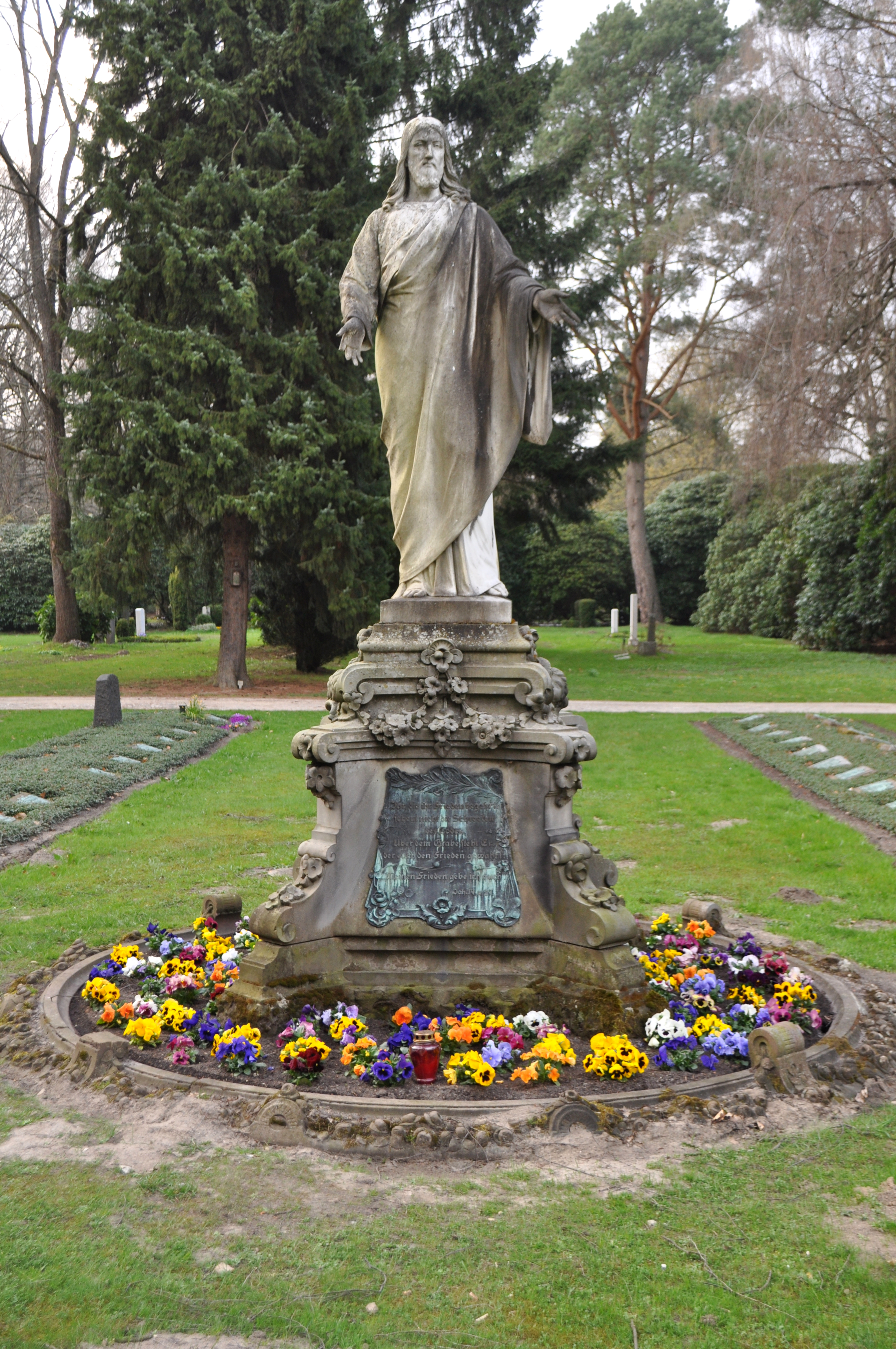
Christusstatue auf der Grabanlage

Die Liedertafel „Treue von 1887“ war ein sozialdemokratischer Arbeitersängerverein. Die Ertrunkenen an Bord waren Arbeiter, kleine Angestellte und Handwerker. Die Erschütterung über das Unglück war im ganzen Deutschen Reich zu spüren, wurde jedoch in Hamburg, und dort vor allem in Arbeiterkreisen, besonders schmerzlich empfunden. Jedoch beteiligte sich beispielsweise auch Wilhelm II. an einer Spendenaktion für die Hinterbliebenen, die eine für damalige Zeiten geradezu astronomische Summe zusammenbrachte.
Als die Särge mit den 78 Toten, die auf dem Ohlsdorfer Friedhof bestattet wurden (die übrigen wurden auf örtlichen Friedhöfen beigesetzt), von überlebenden Vereinsmitgliedern vom Hafen aus nach Ohlsdorf getragen wurden, säumten über 100.000 Menschen, zumeist mit roten SPD-Fahnen, die Straßen, sodass der Trauerzug auch zu einer Machtdemonstration der erstarkenden Sozialdemokratie wurde. In mehreren Betrieben wurde die Arbeit niedergelegt. Die SPD veranstaltete noch bis 1932 am Jahrestag des Unglücks Trauerfeiern vor dem Gemeinschaftsgrab.

## Bergung und Abwrackung

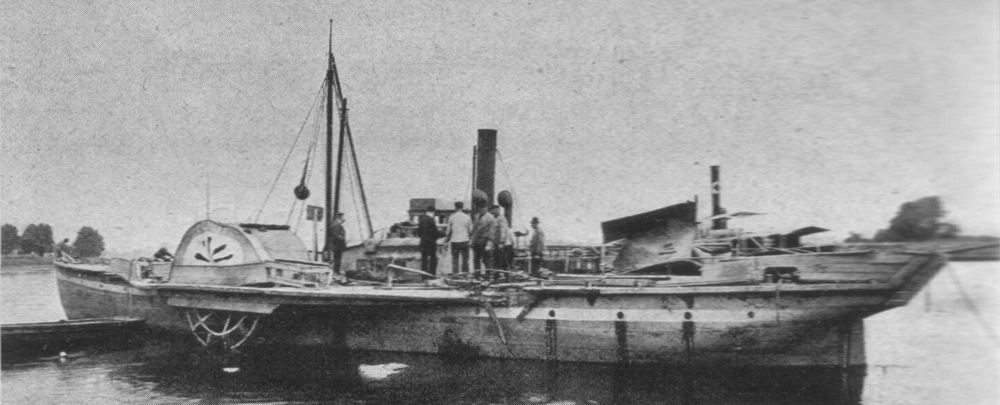
Primus nach ihrer Bergung

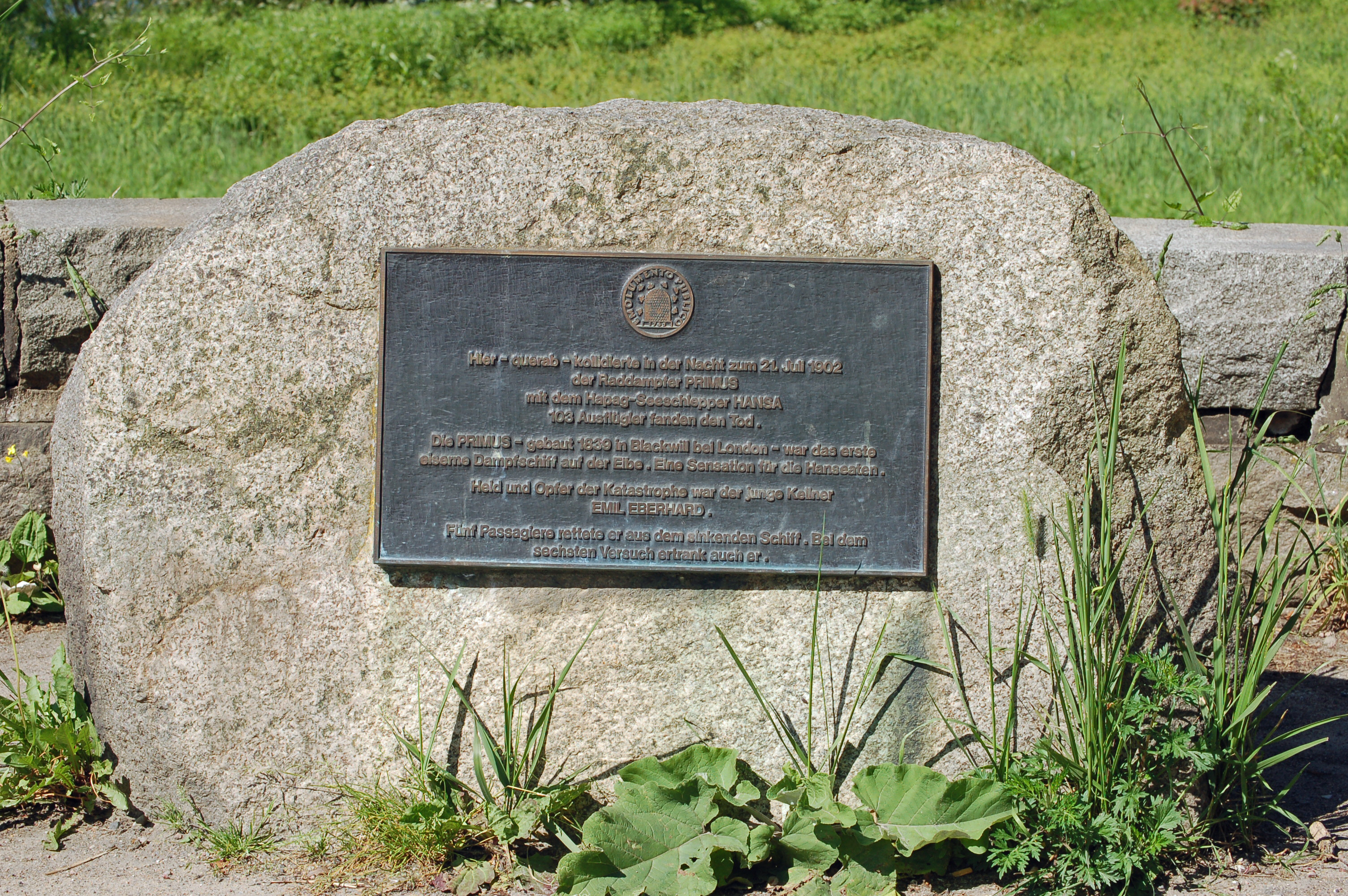
Gedenkstein am Elbufer

Das Wrack der Primus wurde bald nach dem Unglück geborgen. Es gelang der Taucherfirma Beckedorf, die Primus am 24. Juli 1902 auf die Hebeschuten zu setzen, unterstützt von den Dampfern Sperber und Elbe. Schaulustige verfolgten vom Ufer aus, wie die Primus zur Brandt’schen Werft nach Neuhof geschleppt wurde. Gutachter stellten fest, dass der alte Raddampfer an der Steuerbordseite eine fast zwei Meter tiefe Rammstelle hatte; der Radkasten beim Kohlenbunker wies schwere Schäden auf. Eine Leiche wurde in dem Wrack geborgen.
Das Schiff wurde aufwendig repariert und lief ab 1903 unter dem Namen Buxtehude weiter. 1909 wurde es abgewrackt.

## Gerichtsverhandlung
Die Seeamtsverhandlung fand am 31. Juli 1902 in Altona statt. Ursache des Unglücks war dem Richterspruch zufolge menschliches Versagen. Das Gericht gab dem Kapitän der Primus die Hauptschuld, eine Mitschuld aber auch dem Kapitän der Hansa.
Der Verein Deutscher Kapitäne und Offiziere der Handelsmarine gab dazu eine Erklärung ab. Kapitän Peters sei zwar nach dem Buchstaben des Gesetzes schuldig, er habe aber „nach Usancen gehandelt“, die bisher unbeanstandet geblieben seien.

## Gedenken

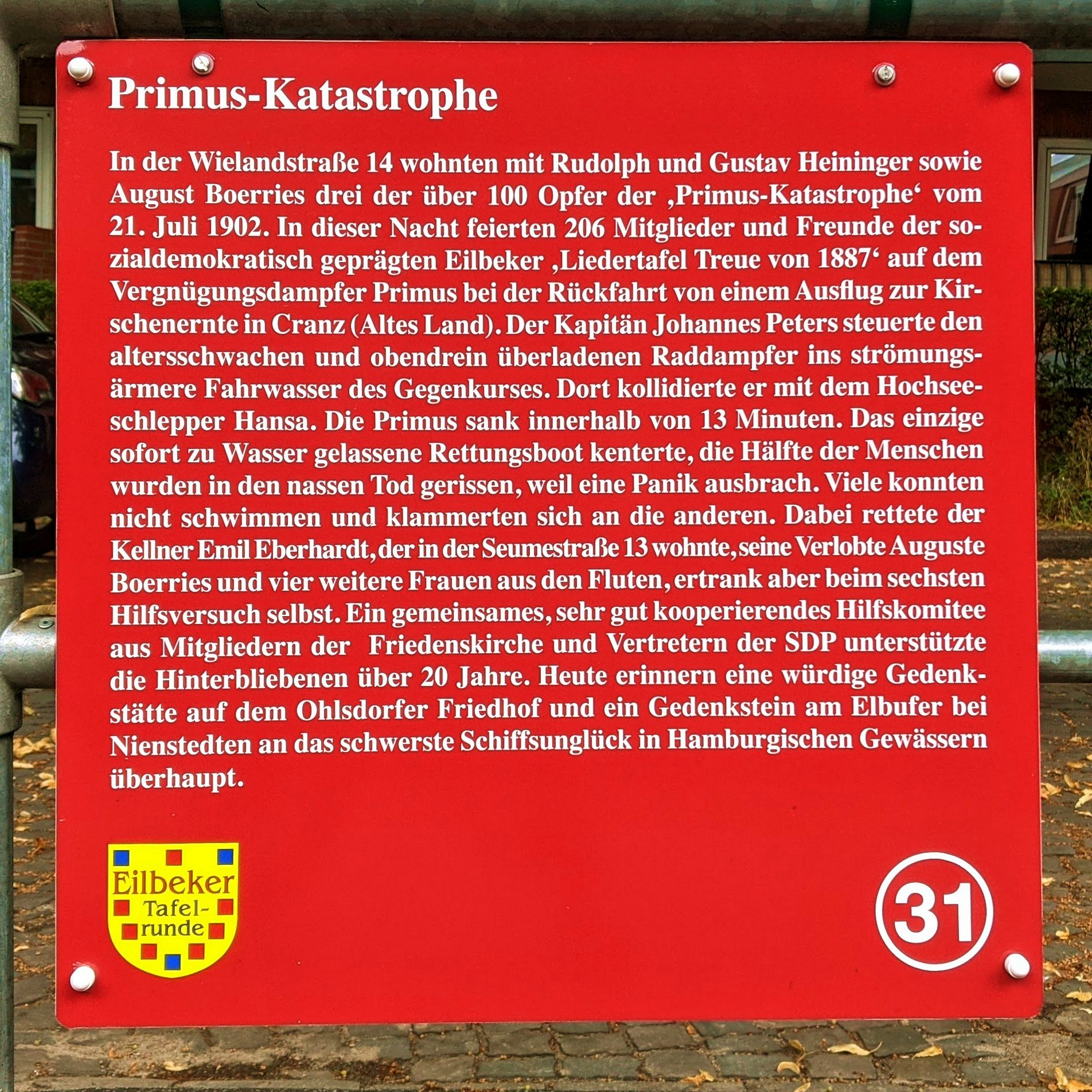
Gedenktafel im Hamburger Stadtteil Eilbek

Am Elbufer von Nienstedten erinnert bei „Jacobs Treppe“, die ihren Namen von dem Hotel Louis C. Jacob ableitet und unmittelbar daneben vom Elbchaussee-Niveau bis hinunter zur Elbe führt, ein Gedenkstein an das Unglück, der von der Patriotischen Gesellschaft gestiftet wurde. Das Gemeinschaftsgrab auf dem Ohlsdorfer Friedhof wurde von dem Friedhofsdirektor Wilhelm Cordes selbst gestaltet. Im Mittelpunkt steht zum Andenken an die Opfer eine Christusstatue. Auf den einzelnen Gräbern liegen flache Pultsteine mit Bronzetafeln, die im Wechsel kleine Bildmotive zeigen, darunter auch die beiden Schiffe kurz vor der Kollision.